# Rise Today
Rise Today è un singolo del gruppo musicale statunitense Alter Bridge, pubblicato il 30 luglio 2007 come primo estratto dal secondo album in studio Blackbird.

## Descrizione
È una delle canzoni più note del gruppo ed è diventata un inno per i fan, tanto da essere il pezzo con il quale il gruppo chiude i propri concerti. Il cantante Myles Kennedy esegue tutti gli assoli di chitarra ad esclusione dell'ultimo, eseguito da Mark Tremonti. Nel singolo è anche presente come b-side l'inedita New Way to Live, che verrà eseguita dal vivo nel DVD Live from Amsterdam.
Rise Today è stata scelta come colonna sonora dell'evento Unforgiven della WWE. È la seconda volta che un pezzo degli Alter Bridge viene utilizzato per un pay-per-view di wrestling, per primo era toccato a Find the Real per la Royal Rumble del 2005.

## Tracce
Download digitale
1. Rise Today – 4:13

CD singolo (Regno Unito), 7" (Regno Unito)
1. Rise Today – 4:13
2. New Way to Live – 5:40

## Formazione
Gruppo
- Myles Kennedy – voce, chitarra
- Mark Tremonti – chitarra, cori
- Brian Marshall – basso
- Scott Phillips – batteria

Produzione
- Michael "Elvis" Baskette – produzione
- Dave Holdredge – ingegneria del suono
- Jeff Moll – assistenza tecnica
- Brian Sperber – missaggio
- Brian "Big Bass" Gardner – mastering
- Daniel Tremonti – copertina

## Classifiche
| Classifica (2007)             | Posizione massima |
| ----------------------------- | ----------------- |
| Stati Uniti (alternative)     | 32                |
| Stati Uniti (mainstream rock) | 3                 |